# Merdigera
Merdigera ist eine Gattung der Familie der Vielfraßschnecken (Enidae) aus der Unterordnung der Landlungenschnecken (Stylommatophora).

## Merkmale
Die rechtsgewundenen, eiförmig-konischen Gehäuse sind 6,5 bis 11 mm hoch und 3 bis 4 mm breit. Es sind fünf bis acht Windungen vorhanden. Die ersten Windungen sind an der Peripherie mäßig gut konvex gewölbt, die letzten Windungen sind sehr flach gewölbt. Jungtiere haben noch ein kegelförmiges Gehäuse mit an der Basis gekanteten Windungen. Die Mündung ist eiförmig und oben gespitzt; die Eiform steht schräg zur Gehäuselängsachse. Die weißlichen bis hellrötlichen Mündungsränder sind nur wenig umgebogen und nur wenig verdickt. Die Mündung ist zahnlos. Der Nabel hat die Form eines breiten Schlitzes.
Die Gehäuse sind gelblich-hornfarben bis kastanienbraun. Die Schale ist vergleichsweise dünn, die Oberfläche matt. Die Oberfläche der Embryonalwindungen ist glatt, die folgenden Windungen tragen etwas unregelmäßige radiale Fältchen bzw. Anwachsstreifen. 
Im Geschlechtsapparat trennt sich der Samenleiter (Vas deferens) früh vom Eisamenleiter (Spermovidukt). Er ist dünn, um den Stiel der Spermathek und dem freien Eileiter bzw. der Vagina geschlungen, und vergleichsweise lang. Er mündet apikal in den sehr langen Epiphallus. An der Einmündung ist ein kurzer bis sehr kurzer konischer Blindsack (Flagellum) ausgebildet. Der Epiphallus ist relativ dünn bis sehr dick, in der Mitte sitzt ein kurzes bis sehr kurzes Caecum. Der eigentliche Penis ist sehr kurz, und am Übergang Epiphallus/Penis stark angeschwollen, oder etwa gleich dick wie der Epiphallus. Der Epiphallus erreicht etwa die doppelte bis dreifache Länge des Penis. Dieser nimmt zur Mündung in das Atrium allmählich in der Dicke ab. Kurz vor der Mündung oder auch nahe dem Übergang zum Epiphallus sitzt der sehr lange Penisappendix, mit einem vergleichsweise sehr kurzen und dicken unteren Teil (A-1), einem kugelig-angeschwollenen Teil oder auch länglich-konischen Teil (A-2), einem mäßig langen Teil mit geringerer Dicke (A-3), einem sehr dünnen Mittelteil (A-4) und einem keulenförmig verdickten Endteil (A-5). A-3 und A-4 gehen ineinander über und sind nur schwer abzugrenzen. Im weiblichen Trakt des Genitalapparates ist der freie Eileiter sehr lang, die Vagina sehr kurz. Der Stiel der Spermathek ist ziemlich kurz, die kleine Blase kommt etwa am unteren Ende der Prostata zu liegen. Kurz vor der vergleichsweise kleinen Blase zweigt ein mäßig langes Divertikel ab, das mehr doppelt so lang ist wie der Rest des Stieles mit der Samenblase.

## Geographische Verbreitung
Das Verbreitungsgebiet der Gattung erstreckt sich von Nordwestafrika über große Teile Europas bis nach Zentralasien (Usbekistan). Im Norden reicht es bis nach Irland, Schottland und Südfinnland sowie weiter im Osten bis in die Region um Moskau. 

## Taxonomie
Die von Held in seiner Arbeit genannten Arten sind: Bulimus assimilis Ziegler, alpinus Ziegler, montanus Draparnaud und obscurus Draparnaud". August Nikolaus Herrmannsen bestimmte 1847 Bulimus obscurus zur Typusart. Die Gattung wurde lange Zeit als Synonym von Ena behandelt. Seit etwa 2000 setzte sich langsam die Auffassung durch, dass Merdigera als eigenständige Gattung zu sehen (Fauna Europaea, Schileyko, Welter Schultes).
- Merdigera Held, 1838
  - Merdigera invisa Kijashko, 2006[3]
  - Kleine Vielfraßschnecke (Merdigera obscura (Müller, 1774))[4]

Die beiden Arten können anhand des Gehäuses nicht unterschieden werden. Es gibt jedoch deutliche Unterschiede in der Anatomie des Genitalapparates. Merdigera Held, 1838 ist die Typusgattung der Unterfamilie Merdigerinae Schileyko, 1984.

## Belege

### Online
- AnimalBase: Merdigera Held, 1838